# ليزلي فرينش
ليزلي فرينش (بالإنجليزية: Leslie French)‏ هو ممثل بريطاني (وحمل سابقاً جنسية المملكة المتحدة لبريطانيا العظمى وأيرلندا)، ولد في 23 أبريل 1904 في المملكة المتحدة، وتوفي بنفس المكان في 21 يناير 1999.

## أعمال

### أفلام
- (1963) إل غاتوباردو
- (1971) الموت في البندقية

## وصلات خارجية
- ليزلي فرينش على موقع IMDb (الإنجليزية)
- ليزلي فرينش على موقع ميوزك برينز (الإنجليزية)
- ليزلي فرينش على موقع قاعدة بيانات برودواي على الإنترنت (الإنجليزية)
- ليزلي فرينش على موقع ديسكوغز (الإنجليزية)
- ليزلي فرينش على موقع قاعدة بيانات الفيلم (الإنجليزية)